# Cruz latina

Cruz latina.

La cruz latina es una cruz formada por dos segmentos de diversa medida que se intersecan en ángulo recto, donde el segmento menor tiene una proporción de tres cuartos respecto del más largo. 
Refiere a la forma del crucifijo de la tradición cristiana.

## Arquitectura
En arquitectura hay edificios con una forma de planta denominada de cruz latina: corresponde al diseño utilizado en las iglesias en las que la nave mayor tiene más longitud que el transepto (el brazo menor). En el eje mayor se alinean el pórtico principal, el atrio, el altar mayor y el ábside.
Cuando ambas tienen la misma longitud se denomina de planta de cruz griega, uno de los modelos de planta centralizada, muy habitual en la arquitectura bizantina. 
La planta de cruz latina es muy común en las iglesias de la cristiandad latina; y particularmente se desarrolló en las iglesias monásticas de los benedictinos medievales (Cluny y Cister) y en las denominadas iglesias de peregrinación del Románico en el Camino de Santiago.

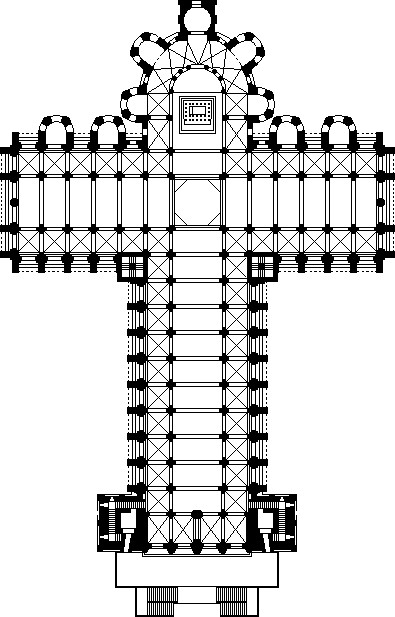
Planta de la catedral de Santiago de Compostela.

La zona en la que se cruzan el brazo mayor y el brazo menor se denomina crucero, y la forma de su cubierta puede ser muy variada: distintos tipos de cruces de bóvedas (bóveda de arista, bóveda de crucería), cúpula, cimborrio, etc.; y se puede proyectar al exterior mediante distintos tipos de tejados, torres, chapiteles, etc.
El brazo mayor (y en ocasiones el menor) se suele dividir en varias naves, habitualmente un número impar, destacándose la central como nave mayor, y quedando a ambos lados las naves laterales que suelen tener menor altura. Esas naves laterales pueden prolongarse más allá del crucero y rodear por detrás al altar mayor, en lo que se conoce como deambulatorio. Los muros de la iglesia pueden articularse mediante capillas laterales. En el caso de la cabecera de la iglesia, puede tener un ábside semicircular (cubierto habitualmente con una exedra —media cúpula—) que a su vez puede complicarse con absidiolos adosados, bien al propio ábside, bien al brazo menor.
Es habitual la alineación astronómica de las plantas de cruz latina, para que el este coincida con la cabecera (o ábside) y el oeste con los pies (o pórtico); lo que permite efectos de iluminación destacados mediante ventanas más o menos amplias (óculos, rosetones, vidrieras).